# Xã Clifton, Quận Spink, South Dakota
Xã Clifton (tiếng Anh: Clifton Township) là một xã thuộc quận Spink, tiểu bang Nam Dakota, Hoa Kỳ. Năm 2010, dân số của xã này là 43 người.